# Anywhere for You
"Anywhere for You" é o quinto single lançado pelo grupo estadunidense Backstreet Boys em 1997 de seu álbum de estréia de mesmo nome. Ela foi incluída no seu álbum de estréia nos EUA também.

## Gravação
Esta é uma das primeiras gravações do seu álbum de estréia de 1996. A canção foi escrita por Gary Baker em 1994 e gravada no mesmo ano pelo grupo. Em uma discussão do grupo com a Jive Records para escolherem qual seria o single de re-estréia nos EUA, "If You Want It to Be Good Girl", "Quit Playing Games (With My Heart)", "All I Have To Give", e "Anywhere For You" foram cotadas. Sendo "If You Want It to Be Good Girl" logo cortada do plano pelo grupo como sendo uma péssima escolha e a pior canção já gravada por eles. Restando apenas as três últimas. "Anywhere For You" acabou sendo o último single de seu álbum internacional e entrando como canção aleatória no álbum de estréia estadunidense.
Vocais para a canção em espanhol, intitulada "Donde Quieras Yo Iré", foram gravadas mais tarde no final de 1995 em Zurique, juntamente com uma versão em espanhol de "I'll Never Break Your Heart".

## Vídeo
O vídeo da música "Anywhere For You" mostra o grupo em uma praia em Miami, Flórida, em 11 de janeiro de 1996 exercendo diversas atividades recreativas com garotas, tais como ciclismo e voleibol. Outras tomadas os mostra cantando a música nas rochas pela água.

## Lista das faixas
| Europa Maxi-Single - Part One of Two (1997) |                                                             |         |  |
| N.º                                         | Título                                                      | Duração |  |
| 1.                                          | "Anywhere For You"                                          | 4:40    |  |
| 2.                                          | "I'll Never Find Someone Like You"                          | 4:23    |  |
| 3.                                          | "Anywhere For You" (Spanish Version (Donde Quieras Yo Iré)) | 4:50    |  |

| Europa Maxi-Single - Part Two of Two (1997) |                                           |         |  |
| N.º                                         | Título                                    | Duração |  |
| 1.                                          | "Anywhere For You"                        | 4:40    |  |
| 2.                                          | "Let's Have A Party"                      | 3:49    |  |
| 3.                                          | "We've Got It Goin' On" (Amadin Club Mix) | 6:33    |  |

| Europa Maxi-Single Ltd (1997) |                                                             |         |  |
| N.º                           | Título                                                      | Duração |  |
| 1.                            | "Anywhere For You"                                          | 4:40    |  |
| 2.                            | "I'll Never Find Someone Like You"                          | 4:23    |  |
| 3.                            | "Anywhere For You" (Spanish Version (Donde Quieras Yo Iré)) | 4:50    |  |
| 4.                            | "Happy Valentine" (A Special Message To Our Fans)           | 3:31    |  |

| Europa CD Single (1997) |                                                             |         |  |
| N.º                     | Título                                                      | Duração |  |
| 1.                      | "Anywhere For You"                                          | 4:40    |  |
| 2.                      | "Anywhere For You" (Spanish Version (Donde Quieras Yo Iré)) | 4:50    |  |

| Brasil Maxi-Single (2000) |                                                             |         |  |
| N.º                       | Título                                                      | Duração |  |
| 1.                        | "Anywhere For You"                                          | 4:40    |  |
| 2.                        | "I'll Never Find Someone Like You"                          | 4:23    |  |
| 3.                        | "Anywhere For You" (Spanish Version (Donde Quieras Yo Iré)) | 4:50    |  |
| 4.                        | "Lay Down Beside Me"                                        | 5:30    |  |

## Performance nas paradas e vendagens
| Parada (1997)                              | Melhor posição |
| ------------------------------------------ | -------------- |
| Áustria - Austrian Singles Chart           | 7              |
| Bélgica - Belgian Singles Chart (Flandres) | 20             |
| Bélgica - Belgian Singles Chart (Wallonia) | 8              |
| Canadá - Canadian Singles Chart            | 6              |
| Dinamarca - Danish Singles Chart           | 3              |
| Países Baixos - Dutch Singles Chart        | 7              |
| Alemanha - German Singles Chart            | 3              |
| Irlanda - Irish Singles Chart              | 16             |
| Noruega - VG-lista                         | 15             |
| Suécia - Swedish Singles Chart             | 18             |
| Suíça - Swiss Singles Chart                | 3              |
| Reino Unido - UK Singles Chart             | 4              |
| União Europeia - EURO 200 APC Chart        | 5149           |

| País     | Certificação | Data | Vendas de certificação |
| -------- | ------------ | ---- | ---------------------- |
| Alemanha | Ouro         | 1997 | 150,000                |